# تولترازيورل
التولترازيورل هو مضاد للأكريات يعمل ضد طفيليات الأيمرية خاصة التينيلا الأيمرية والنيكاتريكس. ويساعد في علاج الأكريات عند العجول والأغنام والماعز والدواجن.ويساعد في علاج الأكريات في جميع مراحلها مثل مرحلة الانشطار الثنائي ومرحلة التكوين الأيمرية عند الحيوانات.